# Museo civico (Taverna)
Il Museo civico di Taverna in provincia di Catanzaro è situato nel complesso dell'ex-convento di San Domenico, nel centro storico del paese, dove ha sede anche il Municipio.

## Storia
Venne fondato nel 1990, per raccogliere soprattutto un nucleo di opere seicentesche di Gregorio e Mattia Preti, originari di Taverna. 

## Percorso espositivo

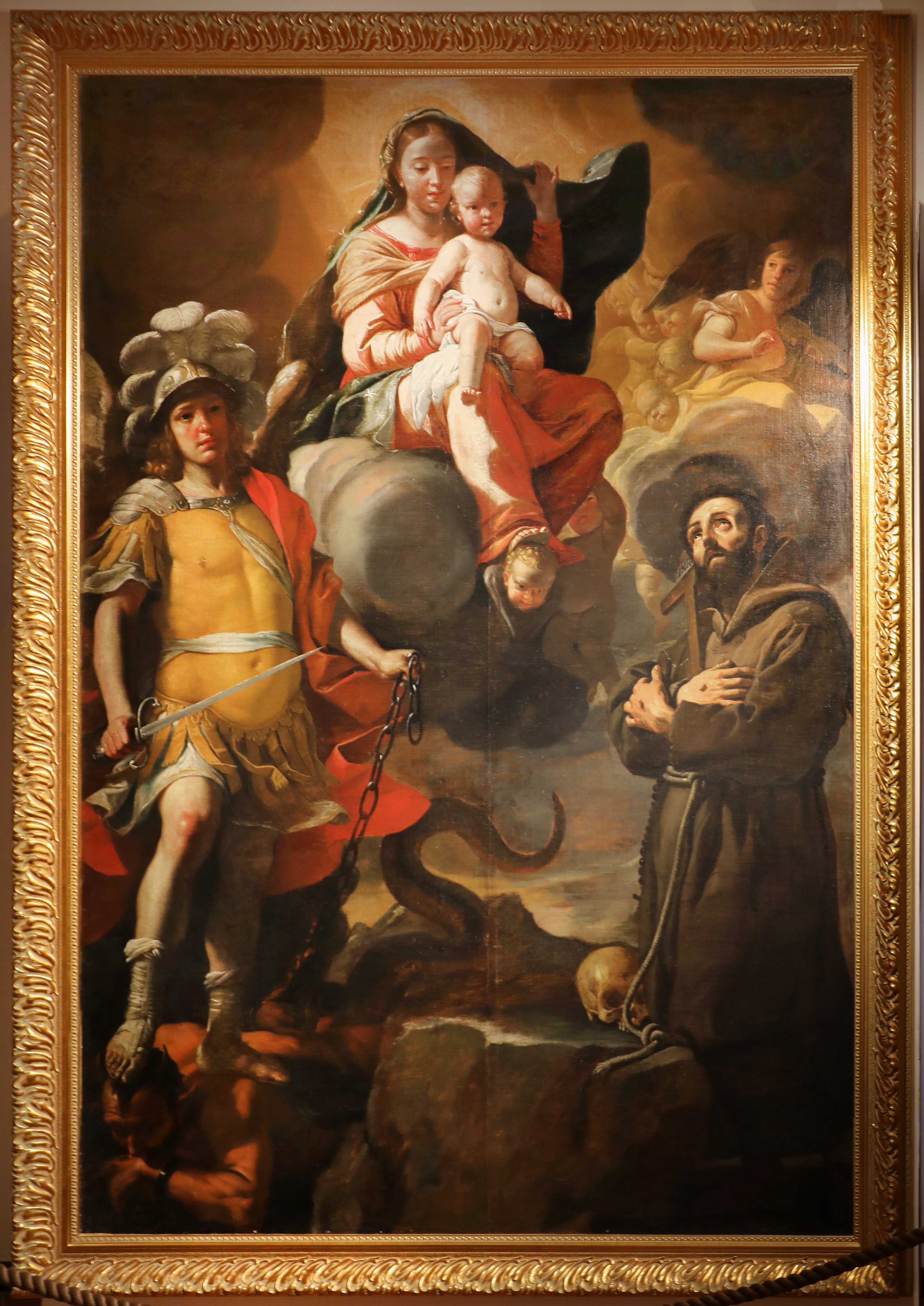
Mattia preti, Madonna degli angeli coi santi Michele e Francesco, dalla chiesa dei Cappuccini di Taverna

Il museo è articolato su due piani, con visita che inizia generalmente dal primo: dopo una sala col mobilio dell'antica farmacia cittadina, risalente al XIX-XX secolo e donato dalla famiglia Piterà Quattromanni, si trova un nucleo di dipinti cronologicamente esposti, di Gregorio e Mattia Preti, di Luca Giordano, di Giovanni Battista Spinelli, di Antonio Sarnelli e di altri. Altri oggetti esposti riguardano soprattutto la scultura lignea, i paramenti sacri e una piccola sezione archeologico-documentaria.
Al piano terra sono esposte a rotazione opere contemporanee di artisti soprattutto calabresi. La visita al museo è poi integrata dal percorso nella chiesa di San Domenico, dove si trovano altri pregevoli dipinti di Mattia Preti e di altri.
Una sala per esposizione temporanee si trova inoltre al pian terreno, affacciata sull'antico chiostro, nei pressi della biglietteria.